# Кешею
Кешею (рум. Cășeiu) — село у повіті Клуж в Румунії. Входить до складу комуни Кешею.
Село розташоване на відстані 352 км на північний захід від Бухареста, 50 км на північний схід від Клуж-Напоки.

## Населення
За даними перепису населення 2002 року у селі проживали 1443 особи.
Національний склад населення села:
| Національність | Кількість осіб | Відсоток |
| -------------- | -------------- | -------- |
| румуни         | 1293           | 89,6%    |
| цигани         | 139            | 9,6%     |
| угорці         | 9              | 0,6%     |

Рідною мовою назвали:
| Мова      | Кількість осіб | Відсоток |
| --------- | -------------- | -------- |
| румунська | 1438           | 99,7%    |
| угорська  | 5              | 0,3%     |